# Schlacht um Carentan
Luftkrieg · Seekrieg
Neptune · Caen · Carentan · Cherbourg · Saint-Lô · Cobra · Bretagne · Lüttich · Falaise · Paris
Die Schlacht um Carentan umfasst die Ereignisse eines Angriffs alliierter Luftlandetruppen der US Army zwischen dem 8. und 15. Juni 1944 auf die von Truppen der deutschen Wehrmacht und Waffen-SS besetzte Stadt Carentan in Nordfrankreich. Die Stadt liegt im Hinterland des ehemaligen Landungsabschnittes Utah, an dem die Amerikaner am D-Day, dem 6. Juni, mit Schiffen und amphibischen Fahrzeugen Truppen anlandeten. Die Stadt stellte eine Schlüsselposition innerhalb der deutschen Verteidigung in der Normandie dar, da sie den nordöstlichsten Verkehrsknotenpunkt für den Zugang zur davon westlich gelegenen, großen Halbinsel Cotentin mit der wichtigen Hafenstadt Cherbourg und auch ins Hinterland der Normandie bildet.

## Vorgeschichte
Die alliierten Streitkräfte hatte für die amphibische Anlandung ihrer Streitkräfte fünf Landungsabschnitte bestimmt. Während die britischen und Commonwealth - Strände (Beach) Juno, Gold und Sword im östlichen Teil der Normandie lagen, landete die US-amerikanischen Kräfte im Westen auf der Halbinsel Cotentin am Utah Beach und westlich der britischen und Commonwealth-Truppen am Omaha Beach.
Den Landungen des VII US-Corps am Utah Beach und des V US-Corps am Omaha Beach waren am 6. Juni Luftlandungen der 82nd Airborne und 101st Airborne Division im Hinterland des Utah-Sektors zwischen Sainte-Mère-Église und dem ca. 10 Kilometer südwestlich liegenden Carentan vorausgegangen. Die Luftlandung sollte verhindern, dass deutsche, dort stationierte Kräfte, die Landungen auf der Halbinsel Cotentin frühzeitig vor einer möglichen Sicherung der Landungsabschnitte mit einem Gegenangriff treffen konnten.

## Das Angriffsziel
Ein für die US-amerikanischen Streitkräfte wichtiger Punkt war, dass zwischen den beiden Landungsabschnitten Utah Beach und Omaha Beach schnellstmöglich eine Landverbindung geschaffen werden konnte, um zu verhindern, dass deutsche Kräfte eine der räumlich noch schmalen Landungszonen einschlossen und konzentriert bekämpfen konnten. Zwischen beiden damaligen Landungsabschnitten liegt das Mündungsdelta dreier Flüsse, von denen die Douve bis nach Carentan führt und der Stadt einen kleinen Hafen am Ende des Canal de Carentan im Norden der Stadt ermöglicht.
Die Kontrolle über die Stadt war demnach für die weiteren Operationen der 1st US Army von entscheidender Bedeutung.
Nachdem es den Landungstruppen nicht wie geplant gelungen war, am Landungstag die Verbindung der Utah- und Omaha-Brückenköpfe herzustellen, beschloss das amerikanische Oberkommando am 7. Juni, den Zusammenschluss durch einen konzentrierten Angriff des VII US-Corps auf Carentan und des V US-Corps auf Isigny herbeizuführen. Der 101st Airborne Division wurde dabei die Einnahme Carentans als alleiniges Ziel gesetzt.
Die noch von deutschen Truppen besetzte Stadt konnte sehr gut als Ausgangspunkt eines Angriffskeils, der zwischen das V US-Corps und das VII US-Corps getrieben werden könnte, dienen. Dies musste mit allen Mitteln verhindert werden, um den Brückenkopf in der Normandie zu stabilisieren. Der Befehlshaber der 1st US-Army General Omar Bradley stimmte mit dem Kommandeur des VII US-Corps General J. Lawton Collins darüber überein, dass der Division weitere Kräfte zugeführt werden müssten, wenn es nicht in kurzer Zeit gelänge zu den Einheiten des V US-Corps durchzubrechen.
Gleichzeitig war dem deutschen Oberkommando, nachdem man sich durch die Meldungen der eigenen Verbände und des Nachrichtendienstes erkannt hatte, wie sich die alliierten Landungsoperationen darstellen, erkennbar geworden, dass sich bei Carentan die Möglichkeit bot, den Ausbruch aus den Landungszonen erheblich schwieriger zu machen und einen weiteren Vorstoß nach Süden zu verhindern, mit dem die Halbinsel Cotentin und die dort stehenden deutschen Truppen vom Rest der deutschen Streitkräfte abgeschnitten werden könnten.

## Beteiligte Truppenteile

### Deutsche Kräfte
In Carentan befanden sich zwei Bataillone des deutschen Fallschirmjäger-Regiment 6 der 2. Fallschirmjäger-Division unter dem Befehl von Oberst Friedrich von der Heydte. Außerdem fanden sich dort die noch vorhandenen Teile des Grenadier-Regiment 1058 der 91. Infanterie-Division. Teile beider Divisionen hatten sich am 8. Juni aus dem 2 Kilometer nordwestlich gelegenen Saint Côme-du-Mont nach Carentan zurückgezogen, als die Fallschirmjäger der 101st Airborne den Ort eroberten. Während das II. und das III. Bataillon / Fallschirmjäger-Regiment 6 als Verband noch relativ intakt waren, hatte das III. Bataillon des Grenadier-Regiment 1058 während der Kämpfe mit den amerikanischen Truppen schwere Verluste hinnehmen müssen und jegliche Verbandsstruktur verloren.
Während der Kämpfe gliederte das führende LXXXIV. (84.) Armee-Korps nach dem 9. Juni die personellen Überreste des Grenadier-Regiment 914 der bei Isigny zerschlagenen 352. Infanterie-Division zu.
Schon am 7. Juni hatte die im Raum Thouars stationierte 17. SS-Panzergrenadier-Division den Befehl erhalten in die Normandie zu verlegen. Diese war noch nicht vollständig ausgerüstet und war Teil der Reserve des OKW. Der Mangel an Transportraum, die ständigen alliierten Luftangriffe und zerstörte Brücken über die Loire und letztlich auch das zerstörte Eisenbahnnetz machten die Verlegung an die Front schwierig. Vorausabteilungen erreichten Angers am 9. Juni und Saint-Lô am 10. Juni. Die Division bildete mit ihren Panzergrenadier-Regimentern zwei Kampfgruppen. Hierbei wurde das SS-Panzergrenadier-Regiment 37 nach Carentan geschickt.

### Amerikanische Kräfte
Um den 9. Juni konnte die 101st Airborne Division ihre Truppen in der Normandie nach der Luftlandung wieder ordnen. Die drei Fallschirmjäger-Regimenter, 501st Parachute Infantry, 502nd Parachute Infantry und 506th Parachute Infantry hatten bei der Luftlandung in der Nacht auf den 6. Juni schwer gelitten. Ein großer Teil der Soldaten waren getötet worden oder galten als vermisst und der Angriff auf Saint Côme-du-Mont hatte weitere Verluste verursacht. Das 327th Glider Infantry Regiment war in seiner Masse am 7. Juni (D-Day+1) am Utah Beach ausgeschifft worden und hatte abgesehen des dritten unterstellten Bataillons (1st Battalion / 401st Glider Infantry Regiment) noch keinen ernsthaften Kampfeinsatz erlebt. Nur die Headquarters Company des Anti-Tank-Platoon wurde mit Gleitern eingeflogen.
Die 2nd Armored Division war als Teil des V US Corps am Omaha Beach gelandet und hatte bereits den Vorstoß des 175th Infantry Regiment der 29th US Infantry Division auf Isigny unterstützt. Sein Combat Command A (CCA) bestand aus mittleren M4-Sherman-Panzer des 2nd Battalion / 66th Armored Regiment und der Mechanized Infantry des 3rd Battalion / 41st Armored Infantry Regiment und wurde der 101st Airborne als Reserve zugeteilt.

## Die Schlacht
Als die aktuellen Befehle eintrafen, war die 101st Airborne in Kämpfe bei Saint-Côme-du-Mont verwickelt. Die Attacke unter dem Kommando von Colonel Robert F. Sink des 506th Parachute Infantry Regiment war auf 04:45 Uhr am 8. Juni angesetzt. Dazu sollten vier Bataillone eingesetzt werden; auf der rechten Flanke das 1st und 2nd Battalion der 506th Parachute Infantry, im Zentrum das 3rd Battalion und auf der linken Flanke das 1st Battalion der 401st Glider Infantry.

### St. Come-du-Mont
Die Attacke begann mit Feuerschlägen auf 15 vorher ausgemachte deutsche Ziele. Das 3rd Battalíon nahm Droueries und konnte schnell weiter südlich vorrücken. Als sie die Straßenkreuzung östlich von St. Come-du-Mont erreichten, waren sie den beiden anderen Flanken bedrohlich nahegekommen. Eine schnelle Umstrukturierung wurde vorgenommen und das 1st und 2nd Battalion bekamen die Aufgabe westlich von St. Come-du-Mont Verteidigungspositionen einzunehmen.
Während das 1st Battalion der 401st Glider Infantry etwas nachhing, konnte das 3rd Battalion die Straße Richtung Carentan am späten Morgen erreichen.
Der Kommandeur des 3rd Battalions Colonel Julian J. Ewell meinte gesehen zu haben, dass sich die Deutschen westlich von St. Come-du-Mont zurückzögen. So beschloss er, südlich der Straße die Zufahrtswege und Brücken einzunehmen. Doch als seine Männer über die Straße stürmen wollten, wurden sie von deutschem Maschinengewehrfeuer und Panzergranaten aus den gegenüberliegenden Häusern beschossen. Aus Carentan heraus wurden sie von 8 cm-Mörsergranaten bombardiert. Da sie keinerlei Funkverbindung mit der eigenen Artillerie aufbauen konnten, zogen sie sich auf Stellungen östlich der Straße zurück.

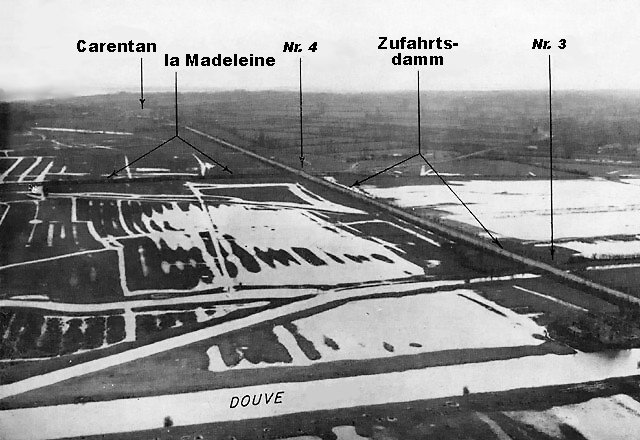
Der Zufahrtsdamm nach Carentan

Auf dem Weg dorthin standen sie plötzlich im Feuer einer deutschen Gegenattacke aus dem Norden. Sie konnte zwar zurückgeschlagen werden, aber es hielten sich noch immer Deutsche auf einem kleinen Hügel, der die Straße im Westen überragte. Die Amerikaner bildeten eine Verteidigungslinie zum Hügel von Osten nach Westen und bekämpften fünf heftige deutsche Vorstöße, die bis kurz vor die Hecke verliefen, hinter der die Amerikaner lagen.
Am Nachmittag beorderte Colonel Sink das 1. Bataillon der 401st Glider Infantry einzugreifen. Doch als sie vorzurücken begannen, zogen sich die Deutschen schnell zurück. Es wurde beobachtet, wie sie sich südwärts zwischen dem Bahndamm im Westen und der Straße bewegten. Etwa vierzig beladene Lastkraftwagen auf der Straße fielen in die Hände der Amerikaner.
Eine nach St. Come-du-Mont geschickte Patrouille fand den Ort völlig leer vor. Die 101st bereitete sich nun auf den Zugriff auf die vier Zufahrtsbrücken im Süden vor. Die zweite Brücke war schon am Nachmittag von den Deutschen gesprengt worden.

### Die Attacke am Zufahrtsdamm

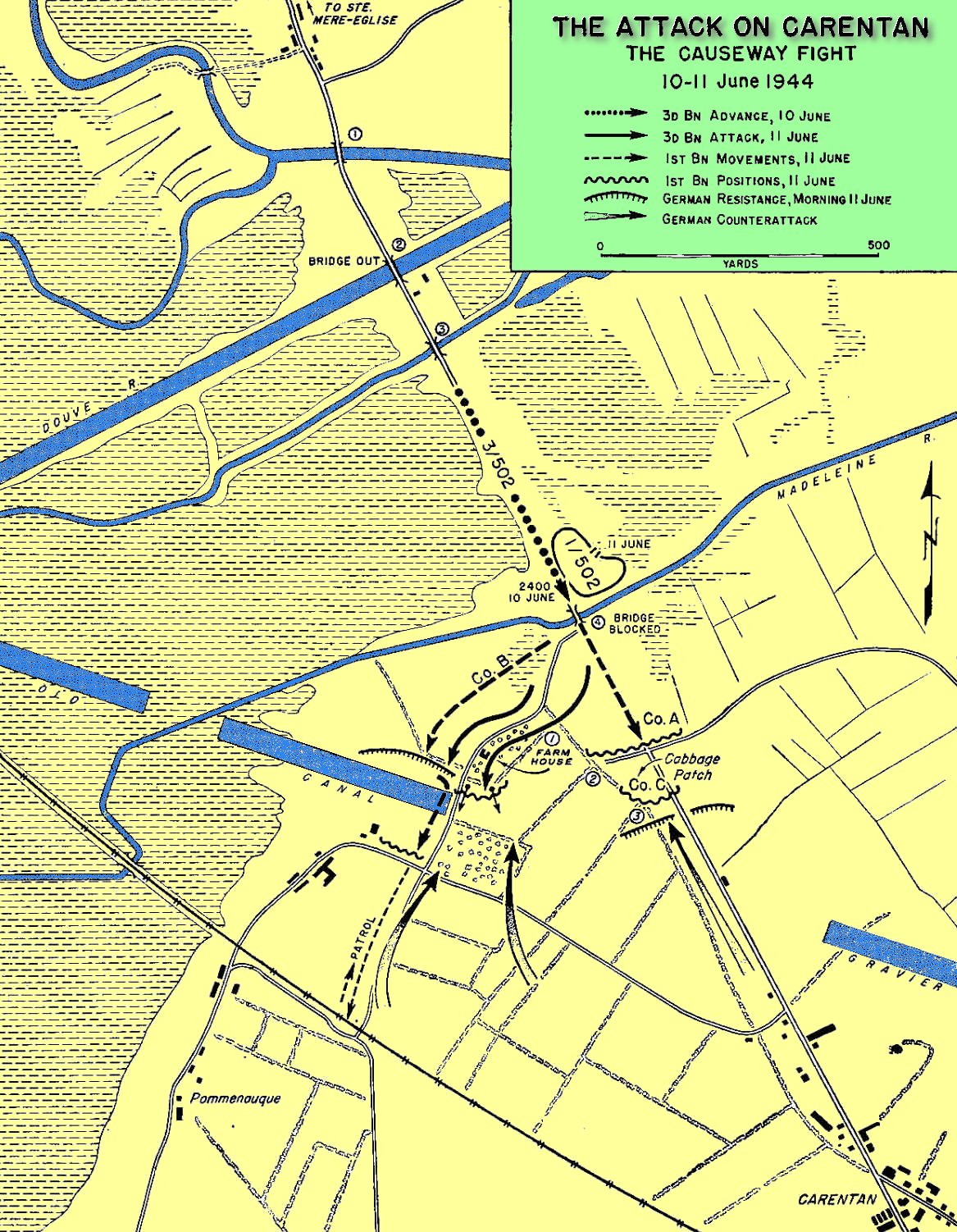
Die Attacke am Zufahrtsdamm

Am Abend des 8. Juni kontrollierte die 101st US-Airborne Division einen Verteidigungsbogen auf der südlichen Flanke des VII US-Corps, der von Chef-du-Pont bis zur Mündung der Douve verlief. An der rechten Divisionsflanke hatte die 502th Parachute Infantry Positionen von Chef-du-Pont bis in der Nähe von Houesville bezogen. Das 327th Glider Regiment unterstützte sie in der Nähe der Schleuse und der Hafenbrücken. Im Verteidigungszentrum stand die 506th Parachute Infantry beiderseits des Zufahrtsdamms nach Carentan. Die 501st Parachute Infantry stand bei Vierville-sur-Mer als Reserve im Rückraum.
Der Plan der 101st sah zwei Überquerungen der Douve vor. Der linke Flügel sollte um 01:00 Uhr am 10. Juni in der Nähe von Brevands den Fluss überqueren mit dem Ziel, das V. Korps südwestlich von Isigny bei der Brücke über die Vire zu erreichen, während die Hauptstreitmacht südwestlich nach Carentan vorrücken sollte. Der rechte Flügel musste zuerst den Zufahrtsdamm nordwestlich von Carentan überqueren, Carentan selbst aber umgehen und die Höhe 30 südwestlich der Stadt in Besitz nehmen. Die Höhe 30 lag genau am möglichen Fluchtweg der Deutschen, da die Wege nach Osten und Süden vom Canal de Vire et Taute und ausgedehntem Sumpfland versperrt waren. Im weiteren Verlauf sollten dann beide Flanken einen Ring um Carentan bilden, der sich immer weiter zuzog.

#### Der Vorstoß
Nach der Sicherung von St. Come-du-Mont war die rechte Flanke bereit zur Attacke auf den Zufahrtsdamm. Es gab Anzeichen dafür, dass Carentan nicht heftig verteidigt werden sollte. Die 506th hatte Außenposten an den ersten zwei Brücken aufgestellt und am nächsten Tag machten sie einen Erkundungsvorstoß in die Außenbezirke von Carentan. In der Nähe der vierten Brücke legten sie Feuer. Die amerikanische Luftaufklärung berichtete von der Evakuierung der Stadt und dass eine große Lücke in den Bahndamm gesprengt worden war, so dass die Straße die beste Lösung war, um nach Carentan zu kommen. Der Zufahrtsdamm zog sich schmal und gerade durch die Marschlandschaft und die Amerikaner konnten anrückende Deutsche schnell ausmachen und sich selbst problemlos in alle Richtungen verteidigen.
Der Angriff wurde von der 502nd ausgeführt. Lt. Col. Robert G. Cole startete mit dem 3rd Battalion kurz nach Mitternacht am 10. Juni. Da die Pioniere, die die Brücke Nr. 2 reparieren sollten, nicht unter Feindbeschuss arbeiten konnten, wurde der Angriff kurz darauf aber abgebrochen. Etwas später wurde eine Patrouille zur Erkundung der Straße ausgesandt. Der Kanal wurde von ihnen bei der Brücke Nr. 2 in einem Boot überquert. Als sie zur Brücke Nr. 4 weiterfahren wollten, war ihnen der Weg durch ein großes Stahltor, ein sogenanntes Belgisches Tor, verwehrt. Während der Bemühung dieses Hindernis zu öffnen, explodierte plötzlich eine Mörsergranate neben ihnen. Im selben Augenblick begann ein Gewitter aus Maschinengewehrfeuer und weiteren Granaten von deutschen Stellungen neben der Straße auf sie einzuprasseln. Zwar musste sich die Patrouille gegen 05:30 Uhr wieder zurückziehen, aber nun war bekannt, dass die Deutschen die Verteidigung von Carentan noch nicht aufgegeben hatten.

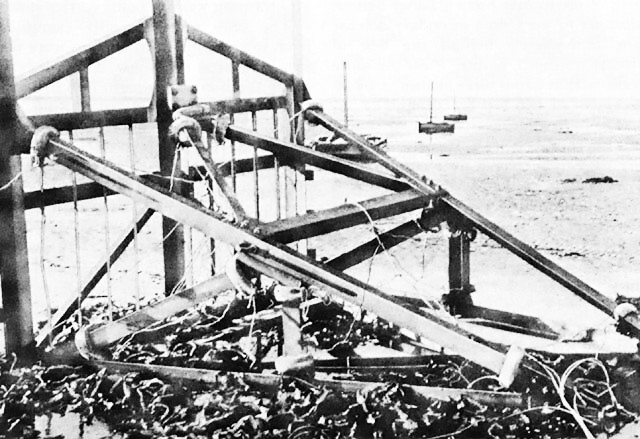
Belgisches Tor

Als neuer Angriffstermin wurde dem Bataillon der Nachmittag angekündigt. Dieses Mal sollten das 65. Panzerfeldartilleriebataillon und das 907. Gleiterfeldartilleriebataillon mit ihren Geschützen eine erhebliche Unterstützung liefern. Das meiste Artilleriefeuer wurde auf die bekannten und vermuteten feindlichen Stellungen konzentriert, die hauptsächlich südwestlich der Brücke Nr. 4 lagen. Am Mittag war es den Pionieren noch nicht gelungen, die große Lücke an Brücke Nr. 2 zu schließen. Lt. Col. Cole und drei andere Soldaten legten Planken über die Brücke, so dass am frühen Nachmittag das Bataillon einer nach dem anderen die Brücke überqueren konnte. Aus Richtung Carentan eröffnete immer wieder eine 8,8-cm-Flugabwehrkanone das Feuer auf die Straße, hielt aber die Männer nicht auf. Die Soldaten gingen geduckt oder krochen den Damm entlang. Als nach drei Stunden die meisten Amerikaner drei Brücken überquert hatten und sich jenseits Brücke Nr. 2 befanden, eröffneten die Deutschen das Feuer aus schützenden Hecken und einem großen Bauernhof an der rechten Seite. Die Männer ließen sich sofort in die Gräben rollen. Als sie versuchten, weiter vorzurücken bestrich ein Maschinengewehr mit zahlreichen Garben die Gräben. Nachdem drei Soldaten getroffen worden waren, zog sich die Gruppe wieder zurück.
In einer langen Reihe, Mann hinter Mann, zog das Bataillon die Straße entlang, unfähig sich zur rechten und linken Flanke verteidigen zu können. Ständig lagen sie unter deutschem Maschinengewehrfeuer. Das belgische Tor an Brücke Nr. 4 musste von ihnen einzeln nacheinander bei direktem Beschuss unterquert werden. Ohne die Unterstützung der Artillerie, die von 16:00 bis 23:30 Uhr die deutschen Stellungen beschoss, wäre dies ein unmögliches Unterfangen gewesen. Ein Teil der G-Kompanie, die das Bataillon anführten, nahm Positionen rechts von der Brücke ein, während der Rest versuchte, durch die enge Öffnung zu schlüpfen. Sechs Soldaten gelang es durchzukommen, aber der siebte wurde getroffen. Sofort wurde die Aktion abgebrochen und eine Verteidigungsstellung aufgebaut. Auch drei Mörser kamen dazu.

#### Der Bauernhof
Das komplette Bataillon saß nun fest. Die I-Kompanie hockte neben dem Damm bei Brücke Nr. 3 und war so gut wie deckungslos
dem deutschen Feuer ausgeliefert. Sie wurden schwer getroffen. Zuerst von Gewehrfeuer und gegen 23:30 Uhr auch von zwei deutschen Kampfflugzeugen, die sie beschossen und Bomben auf ihre Position abwarfen. Während einer kurzen Feuerpause um Mitternacht konnten sich von den ursprünglich 80 Soldaten der Kompanie nur noch 21 Männer und zwei Offiziere bis hinter die Brücke Nr. 2 zurückziehen. Die Feuerpause nutzten auch Soldaten der H-Kompanie, um Männer durch das Tor an Brücke Nr. 4 zu schleusen.
Gegen 04:00 Uhr am 11. Juni wurde das 3. Bataillon von der Regimentsführung angewiesen, die Attacke fortzusetzen. In der Dunkelheit stießen die G-Kompanie und die Kompanie aus dem Hauptquartier durch das Tor an Brücke 4 weiter vor. Beiderseits des Straßendamms rückten sie vor. Die Hauptposition der Deutschen schien ein großer Bauernhof rechts der Straße zu sein, der von hohen Hecken umschlossen war. Er erhob sich deutlich auf einer kleinen Anhöhe aus dem Marschland.
Als sich die ersten Soldaten dem Hof näherten, wurden sie mit Gewehren, Maschinenpistolen und Mörsern angegriffen. Ein konzentrierter amerikanischer Artilleriebeschuss änderte an der Situation wenig. Daher befahl Lt. Col. Cole einen Bajonettangriff auf die deutsche Position. Dazu ließ er von der Artillerie Rauchbomben in das Gebiet schießen. Um 06:15 Uhr nach Beendigung des Artilleriefeuers pfiff Cole zum Angriff, doch ihm folgten von den ursprünglich 250 Männern nur 20, weitere 50 griffen mit Major Stopka das Haus an. Dadurch, dass die Amerikaner über ein weites Gebiet verteilt in Deckung lagen, hatte sich der Befehl nicht überall herumgesprochen. Zusätzlich hatte die G-Kompanie Feindkontakt und wurde von deutschen Einheiten mit Maschinenpistolen auf der Aue östlich der Straße nach Carentan attackiert. Dabei wurde der kommandierende Offizier von einer zu kurz geschossenen Artilleriegranate verletzt. Als die Kompanie den Pfiff von Cole hörte, bzw. sah, dass die anderen Amerikaner auf den Bauernhof zustürmten, rannten sie eiligst hinterher.
Männer der H-Kompanie erreichten als erste den Bauernhof, fanden ihn aber verlassen vor. Das feindliche Feuer kam jetzt aus einer hohen Hecke, die rechtwinklig zur Straße verlief. Die Amerikaner stürmten den Bereich und töteten die Deutschen mit Handgranaten und den Bajonetten. Der einzige deutsche Widerstand, der nun noch existierte, lag im Süden, von wo aus stetig auf die Amerikaner gefeuert wurde. Cole wollte den Vorstoß eigentlich sofort weiter fortsetzen lassen, aber das Bataillon war kräftemäßig nicht mehr dazu in der Lage. Alle Amerikaner versammelten sich nahe dem Bauernhof. Dort stellte sich schnell heraus, dass die Einheiten im Kampfgewirr durcheinandergeraten waren und teils hohe Verluste erlitten hatten. Daher wurde dem 1st Battalion der 502nd Parachute Infantry der Befehl übermittelt, über die Position des 3rd Battalions hinaus den Angriff fortzusetzen.

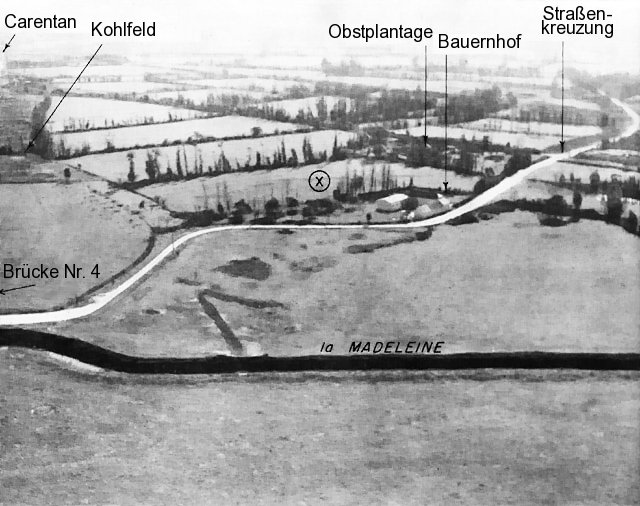
Die Umgebung des Bauernhofs

Der Befehl erreichte das 1st Battalion nördlich der Brücke Nr. 4. Unter Führung von Colonel Cassidy überquerten die Soldaten bei heftigem deutschen Gegenfeuer die Brücke und erreichten die Felder beim Bauernhof. Doch anstatt weiter vorzurücken, verstand sich das 1st Battalion als Verstärkung für das 3. Durch den deutschen Beschuss hatten sie aber ebensolche Verluste erlitten und waren genauso in Unordnung geraten wie ihre Kameraden.
Auf der rechten Flanke gelang es den Amerikanern, eine Stellung der Deutschen einzunehmen, als diese gerade einen Stellungswechsel durchführen wollten. Die Deutschen zogen sich schnell in die südlichen Häuser zurück und die Amerikaner folgten ihnen. Dort lagen sie sich für den Rest des Tages gegenüber. Die kleine amerikanische Gruppe war damit am weitesten vorgerückt und befand sich rund 140 m weit weg vom restlichen Bataillon. Eine andere Gruppe brachte in einer Heckenecke hinter dem Bauernhof zwei Maschinengewehre in Stellung, mit denen der Bereich östlich bis zu den Obstplantagen und die Straße bis zur nächsten Kreuzung abgedeckt wurden. Trotz allem war dies kein koordinierter Angriff und Lt. Col. Cole war im Bauernhof sehr besorgt darüber, da er ohne Funkverbindung die Situation an beiden Flanken nicht einschätzen konnte. Zudem empfand er die Hilfe der Artillerie als kaum effektiv. Der Rückzugsraum war durch den Fluss eingeengt und eine eigene Reserve stand auch nicht zur Verfügung. Weiterhin bekam man die deutschen Verteidiger fast nie zu Gesicht und musste deren Stellungen und Entfernungen anhand der Lautstärke des Geschützfeuers abschätzen.

#### Der deutsche Gegenangriff
Am Morgen erhöhte sich die Intensität des deutschen Artillerie- und Mörserfeuers. Die Deutschen begannen mit einem Gegenangriff. Einer der heftigsten Vorstöße kam über die Obstplantage und galt den Amerikanern südlich und östlich des Bauernhofs. Doch durch die neuen Maschinengewehrstellungen konnten die Angreifer zum Abbruch der Attacke gezwungen werden.

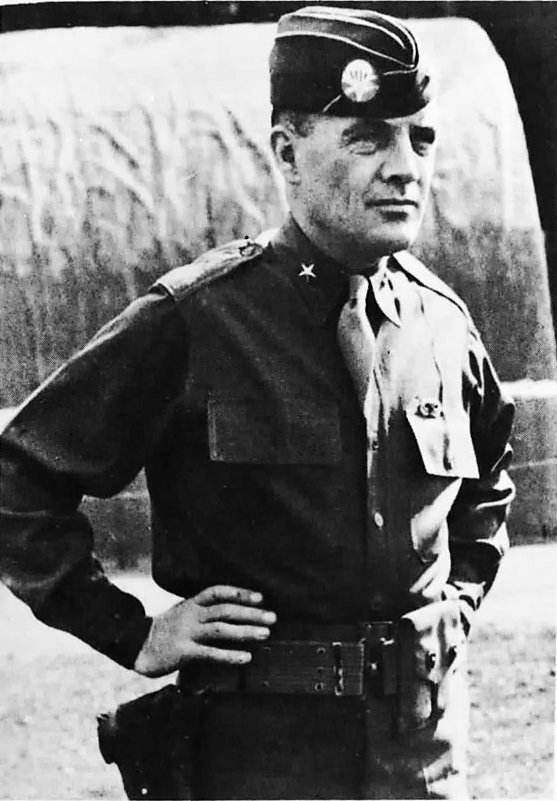
General Anthony C. McAuliffe

Durch eine unerwartete Gefechtspause kurz vor Mittag ergab sich für die Amerikaner die Möglichkeit, die linke Flanke wieder aufzubauen. Die C-Kompanie stieß von Brücke Nr. 4 bis zu einem Kohlfeld zwischen Hecke Zwei und Drei vor, so dass sie die nächste Hecke und die Straße unter Feuer nehmen konnte. Die A-Kompanie lag direkt hinter ihnen.
Am Mittag wurden die Einheiten von der Regimentsführung über eine Anfrage der Deutschen für einen Waffenstillstand informiert und das Feuer wurde eingestellt. Brigadegeneral Anthony C. McAuliffe, der die Operation der 101st Airborne Division leitete, kam dies entgegen, da er nun selbst in der Lage war, die amerikanischen Opfer zu bergen. Major Douglas T. Davidson, der Regimentsarzt, ging daraufhin mit zwei deutschen Abgesandten durch die feindlichen Linien, um den Kommandeur in Carentan um eine Feuerpause zu bitten. Eine Unterredung wurde aber abgelehnt und Davidson kehrte unverrichteter Dinge wieder bis zur Brücke Nr. 4 zurück. In diesem Moment eröffnete die deutsche Seite in einer bisher ungekannten Intensität das Feuer aus allen verfügbaren Waffen und Geschützen. Lt. Col. Cole fragte sofort bei der Regimentsführung um Feuererlaubnis nach, die er jedoch nicht bekam, da Davidson noch nicht wieder zurückgekehrt war. Die Amerikaner an vorderster Front fällten jedoch ihren eigenen Entschluss und begannen zurückzufeuern. Da sie die deutschen Bewegungen während der Feuerpause beobachtet hatten, waren sie überzeugt davon, dass diese dazu gedient hatten die Stellungen zu stärken und eine schwere Artillerieattacke vorzubereiten.
Der erneute deutsche Angriff brachte die Amerikaner an ihre Grenzen. Die rechte Flanke musste sich zurückziehen, aber die Maschinengewehrstellung am Bauernhof half den anderen, ihre Positionen zu halten. Die Soldaten im Kohlfeld an der linken Flanke hielten ihre Stellungen gegen immer wieder vorgetragene deutsche Attacken aus den umliegenden Hecken und Gräben. Sie kamen den Amerikanern teilweise so nahe, dass diese das Geräusch der Verschlüsse beim Nachladen hören konnten. Zwar war die deutsche Artillerie eher schwach, aber die Mörser feuerten ununterbrochen.
Auf deutscher Seite trug das Fallschirmjägerregiment 6 unter dem Kommandeur Major Friedrich August Freiherr von der Heydte (der 17. SS-Panzergrenadier-Division „Götz von Berlichingen“ unterstellt) die Hauptlast des Gefechtes.

#### Der amerikanische Erfolg
Gegen 18:30 Uhr wollte Cole die Regimentsführung über seinen Rückzugsentschluss informieren, aber das Funkgerät war defekt. Cole nahm an, dass nur deutlich gesteigerte Artillerieunterstützung seinen Männern helfen konnte. Als der Funkspruch endlich abgesetzt werden konnte, änderte sich die Situation schlagartig. Die komplette amerikanische Artillerie begann umgehend mit einem intensiven Beschuss der deutschen Stellungen, wobei das Feuer sehr nah an die amerikanischen Positionen gesetzt werden musste. Dabei kamen zwei Soldaten ums Leben. Der Beschuss dauerte nur fünf Minuten, aber das reichte aus, um die Deutschen zum Rückzug in die Stadt zu bewegen. Ausgesandte Patrouillen konnten dies nur bestätigen. Das 1st und 3rd Battalion waren endlich in der Lage, sich gegen 20:00 Uhr zurückzuziehen. Das 2nd Battalion übernahm die jetzt neu eroberten Bereiche. Damit war der Weg nach Carentan von Norden her freigekämpft, doch die 502nd Parachute Infantry war zu schwach, die Attacke fortzusetzen. Die 506th Parachute Infantry wurde als Entsatz beordert, um den Ort letztendlich gegen Widerstand am 15. Juni 1944 einzunehmen.

## Filme
- Band of Brothers – Wir waren wie Brüder, Folge 3: Carentan (FSK: 16/18, da zwei unterschiedlich bewertete Versionen dieser Folge im Handel erhältlich sind)

## Spiele
- Battlefield 1942
- Brothers in Arms: Road to Hill 30
- Brothers in Arms: Earned in Blood
- Call of Duty
- Company of Heroes
- Call of Duty: WWII
- Hell Let Loose